# Olimpijski stadion u Bakuu
Olimpijski stadion u Bakuu (azerski: Bakı Olimpiya Stadionu) višenamjenski je stadion u Bakuu, glavnom gradu Azerbajdžana. Izgrađen je u skladu sa standardima nogometnih organizacija UEFA-e, FIFA-e i atletske organizacije IAAF-a.
Kamen temeljac za gradnju stadiona postavljen je 6. lipnja 2011. na proslavi 100. godina azerbajdžanskog nogometa. Svečanosti su nazočili predsjednik Azerbajdžana Ilham Alijev, predsjednik FIFA-e Sepp Blatter i predsjednik UEFA-e Michel Platini. Unatoč ceremoniji postavljanja kamena temeljca 2011. godine, izgradnja stadiona započela je tek u studenom 2012. godine. Otvaranje stadiona održano je 6. ožujka 2015. godine. Projekt je financira naftna kompanija SOCAR. Uz stadion su izgrađeni hoteli, parkirna mjesta za ukupni 3.617 automobila i zelene površine (81.574 kvadratnih metara).
Stadion će biti domaćin utakmica Azerbejdžane nogometne reprezentacije, i glazbenih koncerte. Tijekom Europskih igara 2015. na stadionu su se održavala atletska natjecanja te svečanosti otvaranja i zatvaranja igara. Na stadionu će se odigravati utakmice tijekom Europskog nogometnog prvenstva Europa 2020.

## UEFA Euro 2020
| Datum            | Vrijeme | Tim 1     | Rezultat | Tim 2     | Runda        |
| ---------------- | ------- | --------- | -------- | --------- | ------------ |
| 12. lipnja 2021. | 15:00   | Wales     | 1–1      | Švicarska | Skupina A    |
| 16. lipnja 2021. | 18:00   | Turska    | 0–2      | Wales     | Skupina A    |
| 20. lipnja 2021. | 18:00   | Švicarska | 3–1      | Turska    | Skupina A    |
| 3. srpnja 2021.  | 18:00   | Češka     | 1–2      | Danska    | Četvrtfinale |

## Vanjske poveznice
|  | Zajednički poslužitelj ima još gradiva o temi Olimpijski stadion u Bakuu |